# Undset (krater)
För andra betydelser, se Undset.
Undset är en nedslagskrater med en diameter på 20 kilometer, på planeten Venus. Undset har fått sitt namn efter den norska författaren och nobelpristagaren Sigrid Undset.